# 3GPP
3rd Generation Partnership Project (3GPP) is een overeenkomst tussen verschillende telecommunicatiestandaarden die is opgericht in december 1998. Anno 2009 behoren ARIB, CCSA, ETSI, ATIS, TTA en TTC hiertoe.
Het doel van 3GPP was om een wereldwijd toepasbaar technisch systeem en rapport te maken dat gebaseerd is op de evolutie van de derde generatie GSM-netwerken en de radiotechnologie die door hen gebruikt wordt, zoals FDD, UTRA en TDD. 3GPP wordt beheerd door een groep met de naam Mobile Competence Centre (MCC). Dit kantoor bevindt zich op het ETSI-hoofdkwartier te Frankrijk.
De 3GPP werkgroepen zijn onder meer verantwoordelijk voor de specificaties van de netwerkprotocollen en de infrastructuur van GSM, GPRS, UMTS en LTE netwerken.
Projecten die 3GPP ontwikkeld heeft zijn 3G en 4G mobiel.